# 승관 (가수)
승관(본명: 부승관(夫勝寬), 1998년 1월 16일 ~ )은 대한민국의 보이 그룹 세븐틴의 메인보컬을 맡고 있다. 본관은 제주 부씨이나 족보에는 큰누나 부진설과 작은누나 부소정(夫昭晶)만 등재되어 있으며, 정작 부승관 본인은 족보에 등재되어 있지 않다. 그리고 3인조 그룹인 부석순의 막내이다.

## 학력
- 제주동광초등학교 (졸업)
- 대명중학교 (졸업)
- 서울방송고등학교 방송연예학과 (졸업)

## 부석순
같은그룹의 멤버인 호시와 도겸과 함께 승관은 부석순(BSS)을 결성을 했다. 2018년 3월 21일에 데뷔 싱글 "Just Do It(거침없이)"을 발매했다. 이노래에서는 호시와 버논이가 자리 비울때 부논으로 랩한적이 있는 승관이가 랩을 한다.

## 음반 활동

### OST
- 어떤 사랑 마더 (2018년)
- Go 청춘기록 (2020년)
- 이유 도시남녀의 사랑법 (2021년)
- Pit a Pat 링크; 먹고 사랑하라, 죽이게 (2022년)

## 가수 외 활동

### 방송
- 2015년 KBS2 《아이돌 전국 노래자랑》
- 2015년 MBC 《세바퀴》
- 2015년, 2017년 MBC every1 《주간아이돌》
- 2016년 MBC 《마이 리틀 텔레비전》
- 2016년 MBC 《듀엣가요제》
- 2016년 MBC MUSIC, MBC every1《스타쇼 360》
- 2016년 KBS2 《대국민 토크쇼 안녕하세요》
- 2017년 SBS 《백종원의 3대 천왕》
- 2017년 SBS 《마스터키》
- 2017년 MBC《랭킹쇼 123》
- 2018년 MBC《미스터리 음악쇼 복면가왕》 선녀옷 훔친 사람 나야나~♬ 나무꾼! (준우승-3라운드)
- 2018년 KBS2 《배틀트립》
- 2018년 MBC 《뜻밖의 Q》고정(황금어장 라디오스타 올해의 끝을 잡고)
- 2019년 MBC 《전지적 참견 시점》
- 2019년 3월 16일 ~ 2019년 9월 7일 tvN 《호구들의 감빵생활》 (고정)
- 2020년 JTBC 《아는형님》
- 2021년 Channel S 《잡동산》
- 2021년 TVN 《라켓보이즈》 (고정)
- 2022년 KBS2 《오케이 오케이》
- 2022년 SBS 《꼬리에 꼬리를 무는 그날 이야기》
- 2023년 TVN 《놀라운토요일》
- 2023년 SBS 《런닝맨》
- 2023년 유튜브 《나영석의 와글와글》
- 2024년 유튜브 《소통의 神》
- 2025년 유튜브 《집대성》

### 라디오
- 2015년 KBS Cool FM 《슈퍼주니어의 키스 더 라디오》 - (with 도겸)

## 수상 및 후보
| 연도 | 시상식           | 부문                      | 작품               | 결과 |
| ---- | ---------------- | ------------------------- | ------------------ | ---- |
| 2018 | MBC 방송연예대상 | 뮤직·토크부문 남자 신인상 | 복면가왕, 뜻밖의 Q | 수상 |

## 같이 보기
- 세븐틴